# Rochray-Gletscher
Der Rochray-Gletscher ist ein 8 km langer Gletscher auf der Thurston-Insel vor der Eights-Küste des westantarktischen Ellsworthlands. Er fließt östlich des Hendersin Knob in südlicher Richtung zum Abbot-Schelfeis im Peacock-Sund.
Seine Position wurde anhand von Luftaufnahmen der United States Navy ermittelt, die bei der Operation Highjump (1946–1947) im Dezember 1946 entstanden. Das Advisory Committee on Antarctic Names benannte ihn 1960 nach Leutnant Samuel Rochray, Hubschrauberpilot an Bord des Eisbrechers USS Glacier während der Forschungsfahrt der US Navy im Februar 1960 in die Bellingshausen-See.